# Dongpo
Pour les articles homonymes, voir Dongpo (homonymie).
Dongpo est une localité du district de Huangping dans la province du Guizhou en Chine. La Prison de Dongpo existe depuis 1953 et est liée à une plantation de thé. Dongpo se trouve entre les villes de Huangping et Shibing.